# Viação São José
A Viação São José LTDA é uma empresa de transportes situada em Nova Iguaçu, atualmente serve aos municípios de Nova Iguaçu, Belford Roxo, São João de Meriti, Nilópolis e Rio de Janeiro, sendo uma concessionária de transporte urbano.
No dia 14 de março, seus ônibus começaram a receber a pintura nas cores laranja, branco e cinza, padronizadas pela prefeitura, após a licitação que definiu quais empresas continuariam a operar linhas de transporte municipal.
Passou a fazer parte do Consórcio Reserva de Tinguá (Área I) - Vera Cruz, Linave, e Mirante.
Desde 06/07/2016 a empresa substituiu a Viação Caravele para operar os ônibus com Ar-Condicionado até o Centro do Rio de Janeiro.